# Cantone di Le Nord-Libournais
Il Cantone di Le Nord-Libournais è una divisione amministrativa dell'arrondissement di Libourne.
È stato costituito a seguito della riforma approvata con decreto del 20 febbraio 2014, che ha avuto attuazione dopo le elezioni dipartimentali del 2015.

## Composizione
Comprende i 38 comuni di:
- Abzac
- Les Artigues-de-Lussac
- Bayas
- Bonzac
- Camps-sur-l'Isle
- Chamadelle
- Coutras
- Les Églisottes-et-Chalaures
- Le Fieu
- Francs
- Gours
- Guîtres
- Lagorce
- Lapouyade
- Lussac
- Maransin
- Montagne
- Néac
- Les Peintures
- Petit-Palais-et-Cornemps
- Porchères
- Puisseguin
- Puynormand
- Sablons
- Saint-Antoine-sur-l'Isle
- Saint-Christophe-de-Double
- Saint-Christophe-des-Bardes
- Saint-Cibard
- Saint-Ciers-d'Abzac
- Saint-Denis-de-Pile
- Saint-Martin-de-Laye
- Saint-Martin-du-Bois
- Saint-Médard-de-Guizières
- Saint-Sauveur-de-Puynormand
- Saint-Seurin-sur-l'Isle
- Savignac-de-l'Isle
- Tayac
- Tizac-de-Lapouyade